# Campionati mondiali di sollevamento pesi 2023 - 49 kg femminile
Le gare di sollevamento pesi della categoria fino a 49 kg femminile — pesi gallo — dei campionati mondiali del 2023 si sono svolte dal 4 al 5 settembre 2023 a Riad presso la Green Hall del Prince Faisal bin Fahad Olympic Complex.

## Programma
L'orario indicato corrisponde a quello saudita (UTC+03:00)
| Data             | Orario | Evento   |
| ---------------- | ------ | -------- |
| 4 settembre 2023 | 11:30  | Gruppo D |
| 4 settembre 2023 | 14:00  | Gruppo C |
| 5 settembre 2023 | 14:00  | Gruppo B |
| 5 settembre 2023 | 16:30  | Gruppo A |

## Medagliate
Per ciascun esercizio, le prime tre classificate sono le seguenti:
| Esercizio | Oro          | Oro    | Argento      | Argento | Bronzo           | Bronzo |
| --------- | ------------ | ------ | ------------ | ------- | ---------------- | ------ |
| Strappo   | Hou Zhihui   | 95 kg  | Jiang Huihua | 95 kg   | Mihaela Cambei   | 90 kg  |
| Slancio   | Jiang Huihua | 120 kg | Hou Zhihui   | 116 kg  | Jourdan Delacruz | 112 kg |
| Totale    | Jiang Huihua | 215 kg | Hou Zhihui   | 211 kg  | Jourdan Delacruz | 200 kg |

## Record
Prima di questa competizione, i record mondiali esistenti erano i seguenti:
| Record mondiale | Strappo | Hou Zhihui            | 96 kg  | Tashkent, Uzbekistan | 17 aprile 2021 |
| Record mondiale | Slancio | Saikhom Mirabai Chanu | 119 kg | Tashkent, Uzbekistan | 17 aprile 2021 |
| Record mondiale | Totale  | Hou Zhihui            | 213 kg | Tashkent, Uzbekistan | 17 aprile 2021 |

## Risultati
| Pos. | Atleta                       | Gr. | Peso atleta | Strappo (kg) | Strappo (kg) | Strappo (kg) | Strappo (kg) | Slancio (kg) | Slancio (kg) | Slancio (kg) | Slancio (kg) | Totale   |
| Pos. | Atleta                       | Gr. | Peso atleta | 1            | 2            | 3            | Pos.         | 1            | 2            | 3            | Pos.         | Totale   |
| ---- | ---------------------------- | --- | ----------- | ------------ | ------------ | ------------ | ------------ | ------------ | ------------ | ------------ | ------------ | -------- |
|      | Jiang Huihua (CHN)           | A   | 49.00       | 89           | 93           | 95           |              | 112          | 117          | 120          |              | 215      |
|      | Hou Zhihui (CHN)             | A   | 48.91       | 89           | 93           | 95           |              | 111          | 116          | 119          |              | 211      |
|      | Jourdan Delacruz (USA)       | A   | 49.00       | 85           | 85           | 88           | 4            | 107          | 108          | 112          |              | 200      |
| 4    | Surodchana Khambao (THA)     | A   | 49.00       | 85           | 87           | 87           | 5            | 107          | 109          | 109          | 4            | 196      |
| 5    | Mihaela Cambei (ROU)         | A   | 48.50       | 90           | 94           | 94           |              | 105          | 108          | 108          | 9            | 195      |
| 6    | Hayley Reichardt (USA)       | A   | 49.00       | 82           | 85           | 85           | 9            | 107          | 110          | 110          | 5            | 189      |
| 7    | Rosegie Ramos (PHI)          | A   | 48.50       | 82           | 84           | 86           | 6            | 100          | 102          | 104          | 13           | 188      |
| 8    | Rira Suzuki (JPN)            | A   | 48.63       | 78           | 80           | 82           | 13           | 103          | 103          | 107          | 6            | 187      |
| 9    | Lin Cheng-jing (TPE)         | A   | 48.95       | 80           | 82           | 82           | 10           | 101          | 104          | 106          | 10           | 186      |
| 10   | Fang Wan-ling (TPE)          | B   | 48.94       | 70           | 75           | 80           | 12           | 95           | 100          | 105          | 8            | 185      |
| 11   | Giulia Imperio (ITA)         | B   | 49.00       | 80           | 85           | 85           | 8            | 98           | 101          | 103          | 17           | 183      |
| 12   | Yesica Hernández (MEX)       | B   | 49.00       | 78           | 80           | 82           | 11           | 99           | 103          | 106          | 11           | 183      |
| 13   | Andrea de la Herrán (MEX)    | B   | 48.99       | 82           | 82           | 85           | 7            | 97           | 100          | 100          | 18           | 182      |
| 14   | Dahiana Ortiz (DOM)          | C   | 48.93       | 79           | 79           | 82           | 14           | 100          | 105          | 105          | 14           | 179      |
| 15   | Katherin Echandia (VEN)      | C   | 48.57       | 74           | 77           | 80           | 16           | 95           | 100          | 105          | 15           | 177      |
| 16   | Chiaki Ajima (JPN)           | B   | 49.00       | 77           | 80           | 80           | 17           | 100          | 100          | 107          | 16           | 177      |
| 17   | Shin Jae-gyeong (KOR)        | B   | 48.90       | 78           | 78           | 79           | 15           | 97           | 97           | 97           | 20           | 176      |
| 18   | Fraer Morrow (GBR)           | B   | 49.00       | 77           | 79           | 79           | 18           | 97           | 97           | 100          | 19           | 174      |
| 19   | Tham Nguyen (IRL)            | D   | 49.00       | 74           | 74           | 76           | 19           | 96           | 99           | 100          | 21           | 172      |
| 20   | María Giménez-Güervos (ESP)  | C   | 48.90       | 72           | 72           | 74           | 21           | 93           | 93           | 93           | 25           | 167      |
| 21   | Amanda Braddock (CAN)        | C   | 48.98       | 70           | 73           | 73           | 25           | 86           | 90           | 93           | 24           | 166      |
| 22   | Oliwia Drzazga (POL)         | C   | 48.98       | 70           | 72           | 74           | 27           | 93           | 93           | 97           | 23           | 165      |
| 23   | Sira Armengou (ESP)          | D   | 48.90       | 72           | 75           | 75           | 26           | 92           | 95           | 95           | 26           | 164      |
| 24   | Duygu Alıcı (TUR)            | B   | 49.00       | 71           | 74           | 74           | 22           | 90           | 94           | 94           | 30           | 164      |
| 25   | Siti Nafisatul Hariroh (INA) | D   | 48.40       | 70           | 73           | 74           | 28           | 90           | 93           | 93           | 22           | 163      |
| 26   | Dika Toua (PNG)              | C   | 49.00       | 69           | 71           | 71           | 31           | 92           | 95           | 95           | 27           | 161      |
| 27   | Ýulduz Jumabaýewa (TKM)      | B   | 49.00       | 70           | 70           | 73           | 30           | 91           | 94           | 95           | 29           | 161      |
| 28   | Dinusha Gomes (SRI)          | D   | 49.00       | 70           | 73           | 73           | 23           | 83           | 87           | 90           | 31           | 160      |
| 29   | Katherine Landeros (CHI)     | C   | 49.00       | 66           | 69           | 71           | 32           | 86           | 89           | 91           | 28           | 160      |
| 30   | Ainur Abdykalykova (KAZ)     | D   | 49.00       | 62           | 65           | 68           | 33           | 78           | 83           | 86           | 32           | 151      |
| 31   | Rebecca Copeland (IRL)       | D   | 49.00       | 63           | 66           | 68           | 34           | 78           | 81           | 81           | 35           | 149      |
| 32   | Silvana González (GTM)       | D   | 49.00       | 63           | 66           | 66           | 35           | 81           | 81           | 85           | 33           | 144      |
| 33   | Maha Fajreslam (MAR)         | D   | 49.00       | 62           | 65           | 66           | 36           | 77           | 81           | 81           | 34           | 143      |
| 34   | Nazila Ismayilova (AZE)      | D   | 48.80       | 60           | 64           | 64           | 37           | 75           | 79           | 80           | 36           | 135      |
| 35   | Monerah Al-Rowitea (KSA)     | D   | 48.20       | 48           | 52           | 52           | 38           | 60           | 65           | 67           | 37           | 119      |
| —    | Lovely Inan (PHI)            | A   | 48.88       | 80           | 80           | 80           | —            | 103          | 106          | —            | 7            | —        |
| —    | Phạm Đình Thi (VIE)          | B   | 48.87       | 79           | 79           | 79           | —            | 97           | 101          | 103          | 12           | —        |
| —    | Kerlys Montilla (VEN)        | C   | 48.58       | 72           | 75           | 75           | 20           | 90           | 90           | 91           | —            | —        |
| —    | Adriana Pană (ROU)           | C   | 48.54       | 68           | 72           | 73           | 24           | 87           | 87           | 87           | —            | —        |
| —    | Thanyathon Sukcharoen (THA)  | C   | 48.22       | 70           | 75           | —            | 29           | —            | —            | —            | —            | —        |
| —    | Beatriz Pirón (DOM)          | D   | 48.80       | —            | —            | —            | —            | —            | —            | —            | —            | —        |
| —    | Saikhom Mirabai Chanu (IND)  | D   | 49.00       | —            | —            | —            | —            | —            | —            | —            | —            | —        |
| —    | Winnifred Ntumi (GHA)        | D   | ritirata    | ritirata     | ritirata     | ritirata     | ritirata     | ritirata     | ritirata     | ritirata     | ritirata     | ritirata |